# Конвеєр програмного забезпечення
Конвеєр програмного забезпечення (англ. Software pipeline) складається з ланцюжка елементів обробки даних (процесів, потоків, співпрограм, функцій, і т.п.), організованих таким чином, що вивід одного елемента є входом іншого, тому їх називають за аналогією до фізичного трубопровода. 
 Зазвичай між суміжними елементами існує певний буфер. Інформація що передається по такому конвеєрі часто є потоком записів, байтів, чи бітів, і елементи конвеєра називаються фільтрами; архітектурний стиль організації програмного забезпечення таким чином називають "pipes and filters". 